# Ōshio Heihachirō
Ōshio Heihachirō (大塩 平八郎 Đại Diêm Bình Bát Lang,  ngày 4 tháng 3 năm 1793 – ngày 1 tháng 5 năm 1837) là một cựu yoriki và là một học giả Tân Nho giáo của học phái Vương Dương Minh Dương Minh học (陽明学 youmeigaku) ở Osaka. Dù làm việc cho chính quyền, ông đã công khai chống lại chế độ Tokugawa. Ông được biết đến với vai trò lãnh đạo cuộc nổi dậy chống lại Mạc phủ Tokugawa.

## Xuất thân
Ōshio con trưởng sinh ra trong một gia đình samurai vào năm 1793. Năm 15 tuổi, ông phát hiện ra mình có một tổ tiên đáng xấu hổ đã dành cả ngày để viết tài liệu về một hội nhóm tù nhân và thị dân. Phát hiện này là nguyên nhân ngay lập tức khiến ông quyết định trở thành một môn đồ của Tân Nho giáo. Ở tuổi 24, ông đọc một cuốn sách về đạo đức và giáo huấn của nhà triết học Trung Quốc Lã Khôn (1536-1618) rồi sau được truyền cảm hứng bởi sư phụ của Lã Khôn là Vương Dương Minh.

## Sự nghiệp
Từ năm 13 tuổi, Ōshio được tuyển làm yoriki. Ngoài ra, ông còn cầm đầu dân binh coi trị an ở Ōsaka. Ông đã chứng tỏ sự chính trực của mình bằng cách không bao giờ nhận hối lộ và chống tham nhũng. Sau 14 năm, ông phát hiện ra rằng viên quan mới của triều đình là một kẻ tham nhũng, dẫn đến việc ông phải từ chức vào năm 1830. Từ đó, ông bắt đầu một cuộc hành hương đến một nơi gọi là Ōmi dẫn đến sự thức tỉnh tâm linh của ông.
Khi trở về Ōsaka, ông bắt đầu viết sách và giảng dạy về Dương Minh học (Yōmeigaku) và thành lập ngôi trường của riêng mình gọi là Tẩy tâm động (洗心洞 Senshindō). Ōshio dành phần đời còn lại trong thời gian ẩn cư để dạy dỗ học trò. Sau này, ông cho xuất bản một cuốn sách tên là Tẩy tâm động tráp ký (洗心洞箚記 Senshindō Sakki), viết bằng chữ Hán, có 2 quyển. Quyển thượng có 180 điều, quyển hạ có 138 điều, ra đời năm 1833 và là một tập tùy bút mà tác giả viết ra khi đã từ quan lui về sống ẩn cư ở Senshindō, ý nói nơi để lòng mình rửa sạch được bụi trần.

## Tư tưởng
Ōshio đã đề ra tư tưởng của mình dựa trên những lời giảng dạy về Nho giáo và cách giải thích rằng việc học hỏi kiến thức bẩm sinh có thể dẫn đến sự bình an nội tâm, trí tuệ và trạng thái siêu nghiệm giữa sự sống và cái chết. Siêu hình học của ông dựa trên học thuyết của Vương Dương Minh về Taikyō (tinh thần tuyệt đối) và Makoto (thành thực). Ông cho rằng con người nếu đọc sách thánh hiền mà không đem ra dùng được thì sống vô nghĩa, có khác chi một nhà kho chứa sách. Do đó, ông theo chủ trương của Vương Dương Minh là sự hiểu biết phải đi đôi với việc làm và ông đã hy sinh cả cuộc đời của mình để chứng tỏ điều đó.

### Taikyō (胎教)
Thai giáo (胎教 Taikyō) là sức mạnh sáng tạo cơ bản và là nguồn gốc của mọi thứ trong vũ trụ. Người ta phải hướng tới tinh thần tuyệt đối nếu muốn vượt qua những phạm trù phân biệt sai lầm, thông thường. Việc xác định lại với tinh thần tuyệt đối này làm cho cuộc sống dễ dàng hơn. Người ta nên có thái độ sống đúng với bản chất, hành động chân thành và thờ ơ với khái niệm về cái chết.

### Makoto (誠)
Thành (誠 Makoto) được biết đến trong Phật giáo vì hành động theo các quy tắc và tiêu chuẩn riêng biệt. Ōshio đã tiếp thu ý tưởng về sự chân thành từ triết gia Vương Dương Minh và đưa ý tưởng này thành một cách diễn giải độc đáo kiểu Nhật. Một người phải hành động như một samurai dũng cảm không sợ cái chết. Phẩm chất bên trong này được gọi là sự thành thực. Nó cũng phản ánh quá trình hành động mà Ōshio đã thực hiện trong vụ nổi dậy.

## Nổi dậy

### Nguyên nhân

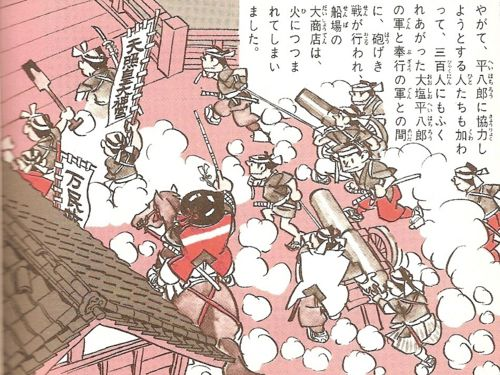
Tranh vẽ vụ nổi dậy của Ōshio

Mạc phủ thời kỳ Edo, được thành lập và chịu ảnh hưởng của gia tộc Tokugawa kể từ Trận Sekigahara năm 1600, bên cạnh khí hậu, nguyên nhân lớn nhất gây ra cảnh khốn khổ. Cả nông dân và samurai thuộc tầng lớp thấp hơn đều bị ảnh hưởng bởi hành động của họ. Nông nghiệp và sản xuất lương thực đã trải qua một cuộc khủng hoảng do mùa màng thất bát vào các năm 1833 và 1836 và Mạc phủ đòi hỏi mức thuế cao đối với người dân bình thường. Cuộc khủng hoảng này rất hiếm khi xảy ra ở Kansai từng một thời thịnh vượng và tình trạng bất ổn lan rộng đến các thành phố lớn. Người dân bạo động phản đối giá gạo tăng cao và bắt đầu xảy ra hành động phản kháng gọi là  ushi kowashi  (dịch theo nghĩa đen: 'phá nhà'). Điều này dẫn đến việc phá hủy một phần lớn Ōsaka. Tình hình bất ổn đã báo động cho Mạc phủ Tokugawa và đồng thời là Ōshio vào thời điểm đó được tuyển làm yoriki. Năm 1837, nhân được tin trong vùng xảy ra vụ náo loạn, ông cảm thấy nguy cơ đã đến, nên thưa lên Mạc phủ xin hãy có kế sách gì để khỏi đưa đến thảm họa nhưng rốt cuộc, ông vô cùng bất mãn với phản ứng tiêu cực của Mạc phủ trước tình thế. Ōshio còn tìm kiếm sự giúp đỡ từ những quan chức hành chính và các thương gia giàu có của Ōsaka, nhưng nỗ lực của ông không có kết quả. Bất chấp thực tế ông từng là quan chức Mạc phủ và thuộc tầng lớp trên trong xã hội, ông đã giúp họ chống lại sự tham nhũng của chính quyền. Vụ mùa thất thu, gây ra nạn đói và giá gạo cao, cùng với khó khăn về mặt tài chính và vấn đề với các nước phương Tây ngày càng trầm trọng (Chiến tranh Nha phiến bên Trung Quốc), được gọi là Cuộc khủng hoảng Tenpō (1830-1844). Đây chính là lý do trực tiếp cho cuộc nổi loạn của Ōshio Heihachirō.

### Khởi nghĩa

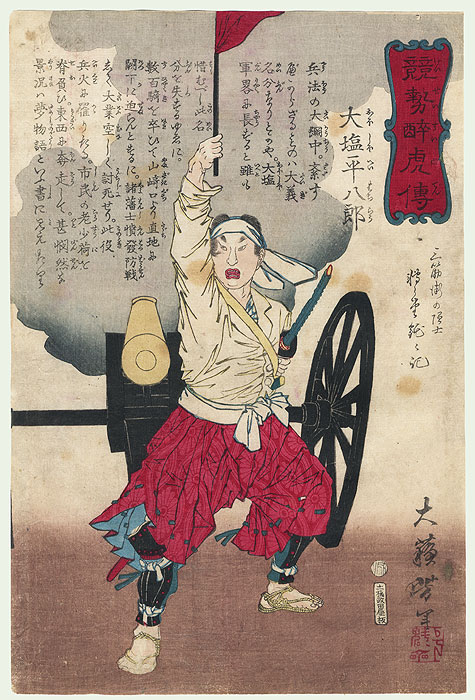
Ōshio Heihachirō do Tsukioka Yoshitoshi minh họa

Ōshio nghĩ rằng mình không thể điềm nhiên tọa thị hay bàn suông và để cứu giúp dân chúng, ông đã bán sạch thư viện đầy sách quí của mình, được hơn 660 lạng và đem tất cả để chia sẻ cho dân nghèo. Lúc tiền đã cạn, ông quyết tâm khởi nghĩa. Ōshio và đồng môn buộc phải bắt đầu cuộc khởi nghĩa sớm hơn dự định vì một kẻ phản bội đã mật báo cho chính quyền biết tin. Ngày 19 tháng 2 năm 1837, Ōshio phóng hỏa ngôi nhà của mình ở Ōsaka như một tín hiệu để những người theo ông bắt đầu cuộc nổi dậy trước khi quân Mạc phủ có cơ hội trấn áp họ. Ông ra lệnh cho nông dân đốt giấy tờ thu thuế và ra lệnh cho người nghèo cướp kho của người giàu và chia lại gạo cho dân đói. Dù được lên kế hoạch chi tiết, cuộc nổi dậy đã thất bại. Nghĩa quân được huấn luyện kém cỏi về sử dụng vũ khí và kỹ thuật chiến đấu, nhưng quân đội Mạc phủ cũng trong tình trạng thiếu thốn. Cuối cùng, binh lính Mạc phủ vì đông hơn nên dễ dàng trấn áp cuộc nổi dậy, Ōshio cùng với con trai bỏ chạy lên núi. Ông bị truy lùng gắt gao bèn đốt lửa nơi trú ẩn của mình trước khi quân Mạc phủ có thể xông vào vây bắt. Cuối cùng, Ōshio và con trai quyết định châm lửa tự thiêu sống thân mình.

### Tác động
Người ta có thể kết luận rằng hành động táo bạo này là một thất bại. Hơn 3.000 ngôi nhà bị cháy và 30.000 đến 40.000 koku gạo bị phá hủy. Phần lớn những người theo ông đã tự sát và trong số 29 nghĩa quân bị bắt, chỉ có năm người sống sót sau các cuộc thẩm vấn. Những kẻ sống sót được ướp muối để thi thể của họ có thể bị đóng đinh. Bất chấp tất cả những lời đồi đại, vẫn chưa rõ chương trình và chiến lược chính trị của Ōshio là gì. Có người nghi ngờ rằng ông chỉ muốn giúp đỡ người dân vì những lý do tượng trưng và mang tính Nho giáo. Một kết quả tích cực là cuộc khởi nghĩa này làm khơi dậy sự quan tâm của đất nước đối với chính trị quốc tế và các vấn đề xã hội và kinh tế đều được giải quyết.